# Santo Antônio de Jesus
Santo Antônio de Jesus – miasto i gmina w Brazylii, w stanie Bahia. Znajduje się w mezoregionie Metropolitana de Salvador  i mikroregionie Santo Antônio de Jesus.